# Адольф Бело
Адольф Бело (фр. Adolphe Belot 6 листопада 1829, Пуент-а-Пітр  — 17 грудня 1890, Париж) — французький драматург та прозаїк, в тому числі бульварних творів еротичного характеру. 

## Біографія та творчість
Народився у 1829 році на острові Гваделупа; коли приїхав до Франції вивчав право та став адвокатом в Нансі. 
Свою літературну кар'єру Біло почав в 1855 році, коли видав збірку оповідань; два роки потому поставив на театральній сцені невелику комедію «A la campagne», яка, як і книжка, не мала успіху.  Друга драматична п'єса в стилі комедії звичаїв, написана ним у співпраці з Вілльтаром «Le testament de César Girodot» у 1859 році була більш успішною.
Великий сценічний успіх мала триактна драма «Міс Мюльтон»  (Miss Multon, 1868, 150 вистав) з фабулою, запозиченої з англійської роману Генрі Вуда «Іст-Лін»  (East Lynne, в Росії вийшов в 1864 році як «Тайна Ист-Линскаго Замка»). 
Інші його драми : 
- «La fièvre du jour»,
- «L'article 47» (1871),
- "Fromont jeune et Risler aîné» (1876, у співпраці з Альфонсом Доде).

Крім того, Бело — автор збірок оповідань і кількох великих фейлетонних романів еротичного характеру : 
- «Вогняна жінка» (La femme du feu, 1872),
- «Дівиця Жиро, моя дружина» (Mademoiselle Giraud ma femme, 33 тиражі, 66 000 екз., 1870) та ін.

Помер в 1890 році. 